# 11128 Остравія
11128 Остравія (11128 Ostravia) — астероїд головного поясу, відкритий 3 листопада 1996 року.
Тіссеранів параметр щодо Юпітера — 3,494.
Названо на честь міста Острава (лат. Ostravia), що розташоване на північному сході Чехії, центру гірничо-металургійної промисловості, столиці Північної Моравії.